# ТШФ Хафелзе
ТШФ Хафелзе е немски футболен клуб от град Гарбсен.

## История
Клубът е създаден през 1912 г. През Първата световна война за кратко прекъсва своята дейност.
Най-големият успех на Хафелзе е едно участие във Втора Бундеслига през сезон 1990-91.
От 2010 г. играе в Регионалига Норд, като най-доброто постижение на клуба е 2-ро място през 2013 г.
През сезон 2020-21 на Регионалига Норд завършва на 3-то място, което дава право на клуба да участва в бараж за влизане в Трета Бундеслига. Хафелзе побеждава с 2-0 Швайнфурт. 

## Стадион
Клубът играе на стадион Вилхелм-Лангрер-Стадион, който е построен през 1933 г. 

## Настоящ състав
- Към 24 януари 2022 г.